# Heliconia osaensis
Heliconia osaensis là một loài thực vật có hoa trong họ Heliconiaceae. Loài này được Cufod. mô tả khoa học đầu tiên năm 1933.